# Yasujirō Shimazu
Yasujirō Shimazu (島津 保次郎?, Yasujirō Shimazu; Tokyo, 3 giugno 1897 – Tokyo, 18 settembre 1945) è stato un regista giapponese.
Viene considerato come uno degli esponenti più prolifici e significativi del genere shōshimingeki, film sulla vita quotidiana della classe media, girati presso gli Studi Shōchiku prima della seconda guerra mondiale.

## Biografia
Nato nel centrale quartiere Kanda di Tokyo, entra nel 1920 negli studi Shōchiku, lavorando sotto Kaoru Osanai.
Già nel 1921 assunse il ruolo di regista e poco più di dieci anni più tardi, nel 1932, quando diresse il suo primo film sonoro, aveva già firmato la regia di più di 100 film, di svariati generi. Con l'arrivo del sonoro si concentra nell'analizzare aspetti della vita della classe media, specializzandosi nel cosiddetto genere shōshimingeki. Cionondimeno si affermò anche come regista di adattamenti da opere letterarie anche ambientate nel passato, come nel caso del fortunato Okoto e Sasuke del 1935, versione un po' edulcorata di un romanzo intriso di erotismo ambientato nella Osaka del XIX secolo.
Nella seconda metà degli anni '30 vive il suo miglior periodo, girando film che ottengono successo di pubblico e buone critiche. Nel 1939 lascia gli studi Kamata della Shōchiku per approdare alla Toho. Qui, sotto un controllo più rigido da parte del governo, vede limitarsi le possibilità creative e la stessa produzione.
Ammalatosi poi di tumore al polmone, muore appena finita la guerra a soli 48 anni.
Nell'arco di 24 anni della sua carriera, ha diretto ben 160 film e sotto di lui si sono formati registi che poi a loro volta sono risultati molto influenti per il cinema giapponese come Heinosuke Gosho, Shirō Toyoda, Kōzaburō Yoshimura e Keisuke Kinoshita.

## Filmografia
- Sabishiki hitobito ( 寂しき人々) (1921)
- San'ya-bori ( 山谷堀) (1922)
- Wataridori ( 渡り鳥) (1922)
- Yūkan naru teisōfu ( 勇敢なる逓送夫) (1922)
- Kuzushichi no ie ( 屑七の家) (1922)
- No ni sakū shirayuri ( 野に咲く白百合) (1922)
- Ihin no guntō ( 遺品の軍刀) (1922)
- Chirinishi hana ( 散りにし花) (1922)
- Unmei no ko ( 運命の子) (1922)
- Kagayaki no michi e ( 輝きの道へ) (1922)
- Matsuri no yaru ( 祭の夜) (1922)
- Ai no kusabi ( 愛の楔) (1922)
- Aa Niitaka ( 噫新高) (1922)
- Kataki akushu ( 堅き握手) (1922)
- Ōgon ( 黄金) (1922)
- Nogi shōgun yōnen jidai ( 乃木将軍幼年時代) (1923)
- Megumarenu hito ( 恵まれぬ人) (1923)
- Yama no senroban ( 山の線路番) (1923)
- Ninjutsu gokko ( 忍術ごっこ) (1923)
- Daigujin ( 大愚人) (1923)
- Jikatsu suru onna ( 自活する女) (1923)
- Kyōdai ( 兄弟) (1923)
- Shōnen shoki ( 少年書記) (1923)
- Dai Tōkyō no ushimitsudoki - Dai yonhen: Kigeki no maki ( 大東京の丑満時 第四篇 喜劇の巻) (1923)
- Jinniku no ichi ( 人肉の市) (1923)
- Chi no sakebi ( 血の叫び) (1923)
- Kamisori ( 剃刀) (1923)
- Kuroshōzoku ( 黒装束) (1923)
- Kan'ichi to Mitsue ( 寛一と満枝) (1923)
- Tsumi no tobira ( 罪の扉) (1923)
- Jūichiji gojūhappun ( 十一時五十八分) (1923)
- Otōsan ( お父さん) (1923)
- Sobaya no musume ( 蕎麦屋の娘) (1924)
- Fukōmono ( ) (1924)
- Nichiyōbi ( 日曜日) (1924)
- Gusha nareba koso ( 愚者なればこそ) (1924)
- Hone nusumi ( 骨盗み) (1924)
- Nakeki no minato ( ) (1924)
- Cha o tsukuru ie ( 茶を作る家) (1924)
- Umi wa warau ( 海は笑ふ) (1924)
- Akutarō ( 悪太郎) (1924)
- Sennin ( 仙人) (1924)
- Kouta-shū Dai-sanpen: Kago no tori ( 小唄集 第三篇 籠の鳥) (1924)
- Jukensha ( 受験者) (1924)
- Jōgashima no ame ( 城ケ崎の雨) (1924)
- Norowaretaru misao ( 呪はれたる操) (1924)
- Tengoku ( 天国) (1924)
- Shin onoga tsumi ( 新己が罪) (1925)
- Shin chikyōdai ( 新乳姉妹) (1925)
- Yū no kane ( 夕の鐘) (1925)
- Nantō no haru ( 南島の春) (1925)
- Daichi wa hohoemu ( 大地は微笑む) (1925) condiretto con Kiyohiko Ushihara
- Mura no sensei ( 村の先生) (1925)
- Sokoku ( 祖国) (1925)
- Bunkabyō ( 文化病) (1925)
- Yūkan naru koi ( 勇敢なる恋) (1925)
- Shizen wa sabaku ( 自然は裁く) (1925)
- Yōsei chi ni otsureba ( 妖星地に堕つれば) (1925)
- Odoriko no yubiwa ( 踊り子の指輪) (1925)
- Aisai no himitsu ( 愛妻の秘密) (1925)
- Fukumen no kage ( 覆面の影) (1926)
- Kōtō no kage ( 紅燈の影) (1926)
- Obotchan ( お坊ちゃん) (1926)
- Mankō ( 万公) (1926)
- Nyōbō reisan ( 女房礼讃) (1926)
- Ai ( 愛) (1926)
- Nijibare ( 虹晴れ) (1926)
- Yōfu gonin onna ( 妖婦五人女) (1926)
- Ren'ai kosen ( 恋愛混線) (1927)
- Namida no egao ( 涙の笑顔) (1927)
- Kyūzō rōjin ( 久造老人) (1927)
- Onna ( 女) (1927)
- Shinju ( 新珠) (1927)
- Tōsei katagi ( 当世気質) (1927)
- Onna no kage ( 女の影) (1927)
- Koi o hirotta otoko ( 恋を拾った男) (1927)
- Umi no yūsha ( 海の勇者) (1927)
- Bijo no himitsu ( 美女と秘密) (1927)
- Tabi yakusha ( 旅役者) (1927)
- Moshimo kanojo ga ( 若しも彼女が) (1928)
- Shūtome hanayome funsenki ( 姑花嫁奮戦記) (1928)
- Yowaki hitobito ( 弱き人々) (1928)
- Shin'ya no okyaku ( 深夜のお客) (1928)
- Kaminari oyaji ( 雷親爺) (1928)
- Ura kara oide ( 裏からおいで) (1928)
- Marusēyu shuppan ( マルセーユ出帆) (1928)
- Oi! Sandayū ( おい！三太夫) (1928)
- Bōnasu ( ボーナス) (1928)
- Haru hiraku ( 春ひらく) (1928)
- Kagayaku Shōwa ( 輝く昭和) (1928)
- Echigo jishi ( 越後獅子) (1929)
- Ren'ai fūkei ( 恋愛風景) (1929)
- Kimi koishi ( 君恋し) (1929)
- Haru no uta ( 春の唄) (1929)
- Tājō busshin ( 多情仏心) (1929)
- Bijin wa kuroi ( 美人は黒い) (1929)
- Ashita tenki ni nāre ( 明日天気になあれ) (1929)
- Revū no shimai ( レヴューの姉妹) (1930)
- Reijin ( 麗人) (1930)
- Kyosen ( 巨船) (1930)
- Zattsu ō kē: Ii no ne chikatte ne ( ザッツ・オー・ケー いゝのね誓ってね) (1930)
- Kamata biggu parēdo ( 蒲田ビックパレード) (1930)
- Ai yo jinrui to tomo ni are I - II ( 愛よ人類と共にあれ) (1931)
- Ai no tatakai ( 愛の闘ひ) (1931)
- No ni sakebu mono: Seishun hen ( 野に叫ぶもの 青春篇) (1931)
- No ni sakebu mono: Sōtō hen ( 野に叫ぶもの 争闘篇) (1931)
- Seikatsu-sen ABC I - II ( 生活線ＡＢＣ) (1931)
- Shōhai ( 勝敗) (1932)
- Joriku dai-ippo ( 上陸第一歩) (1932)
- Arashi no naka no shojo ( 嵐の中の処女) (1932)
- Kanki no ichiya ( 歓喜の一夜) (1932)
- Hoho o yosureba ( 頬を寄すれば) (1933)
- Omoide no uta ( 思ひ出の唄) (1933)
- Rappa to musume ( ラッパと娘) (1933)
- Jōen no toshi ( 情炎の都市) (1934)
- Tonari no Yae-chan ( 隣の八重ちゃん) (1934)
- Kekkon kōfun-ki ( 結婚興奮記) (1934)
- Osayo koi sugata ( お小夜恋姿) (1934)
- Sono yoru no onna ( その夜の女) (1934)
- Watashi no niisan ( 私の兄さん) (1934)
- Okoto e Sasuke (春琴抄 お琴と佐助, Shunkinshō: Okoto to Sasuke) (1935)
- Kajuen no onna ( 果樹園の女) (1935)
- Semete koyoi ( せめて今宵を) (1935)
- Kanojo wa kirai to iimashita ( 彼女は嫌いとひいました) (1935)
- Hanayome kurabe ( 花嫁くらべ) (1935)
- Kazoku kaigi (家族会議) (1936)
- Dansei tai josei ( 男性対女性) (1936)
- Hanayome karuta ( 花嫁かるた) (1937)
- Shu to midori ( 朱と緑) (1937)
- Kon'yaku sanbagarasu ( 婚約三羽烏) (1937)
- Jinsei no hatsutabi ( 人生の初旅) (1937)
- Asakusa no hi ( 浅草の灯) (1937)
- Kamitsuita hanayome ( 噛みついた花嫁) (1938)
- Ai yori ai e ( 愛より愛へ) (1938)
- Nihonjin ( 日本人) (1938)
- Okayo no kakugo ( お加代の覚悟) (1939)
- Ani to sono imoto ( 兄とその妹) (1939)
- Hikari to kage ( 光と影) (1940)
- Totsugu hi made ( 嫁ぐ日まで) (1940)
- Futari no sekai ( 二人の世界) (1940)
- Toki no hanagata ( 時の花形) (1940)
- Ani no hanayome ( 兄の花嫁) (1941)
- Shirasagi ( 白鷺) (1941)
- Tōgyo ( 闘魚) (1941)
- Midori no daichi ( 緑の大地) (1942)
- Haha no chizu ( 母の地図) (1942)
- Chikai no gasshō ( 誓ひの合唱) (1943)
- Watashi no uguisu ( 私の鶯) (1943)
- Shutsujin ( 出陣) (1943)
- Nichijō no tatakai ( 日常の戦ひ) (1944)